# Voulgézac
Voulgézac est une commune du Sud-Ouest de la France, située dans le département de la Charente (région Nouvelle-Aquitaine).
Ses habitants sont les Voulgézacois et les Voulgézacoises.

## Géographie

### Localisation et accès
Voulgézac est une commune du Sud Charente située à 8 km au nord-est de Blanzac et 16 km au sud d'Angoulême.
Le bourg de Voulgézac est aussi à 5 km au sud de Mouthiers-sur-Boëme, 13 km au nord de Montmoreau, 13 km à l'ouest de Villebois-Lavalette et 22 km à l'est de Barbezieux.
La D 674, route d'Angoulême à Montmoreau et Libourne passe à l'est de la commune, à 3 km du bourg. La D 12, route de Blanzac à Angoulême par Mouthiers, traverse l'ouest de la commune et passe près du bourg. La D 5, route de Barbezieux et Blanzac à Villebois, traverse l'extrémité sud de la commune et la D 22, route de Châteauneuf à Villebois, traverse le nord. Celle-ci traverse aussi la N 10 par un échangeur (10 km à l'ouest). Le bourg, tapi au fond d'un vallon, est desservi par la D 436, petite route qui relie la D 12 et la D 5.
La ligne Paris-Bordeaux traverse le nord-est de la commune, mais la gare la plus proche est maintenant celle de Montmoreau desservie par des TER à destination d'Angoulême et de Bordeaux.

### Hameaux et lieux-dits
L'habitat est assez dispersé et la commune compte de nombreux petits hameaux. Parmi les plus importants, on peut citer Nanteuillet au nord, le Plessac sur la route d'Angoulême à Blanzac, Vesne à l'est, Puychabot au sud du bourg. Les fermes isolées sont nombreuses, comme dans une grande partie du département.

### Communes limitrophes
| Plassac-Rouffiac | Mouthiers-sur-Boëme | Fouquebrune |
| Bécheresse       | Voulgézac           | Chadurie    |
|                  | Pérignac            |             |

### Géologie et relief
La commune est occupée par des plateaux calcaires du Crétacé. On trouve le Coniacien et le Santonien sur la partie nord de la commune, le Coniacien dans les zones plus basses, et même une petite partie d'Angoumien supérieur dans la vallée de la Boëme, à Nanteuillet (calcaire à rudistes). Le sud de la commune est occupé par le Campanien, et une cuesta assez creusée et par paliers faisant face au nord-est et qui passe au sud du bourg marque un dénivelé sensible. On peut suivre cet escarpement d'est en ouest dans tout le sud de la Charente, entre Gurat et le sud de Cognac, par Jurignac et Bouteville.
Les sommets boisés au sud de la commune sont recouverts de dépôts du Tertiaire (Lutétien et Cuisien), composé de galets, sables et argiles. Ces dépôts ont été altérés lors du Quaternaire. On trouve aussi des colluvions du Pléistocène (sables argilo-calcaires) par endroits sur les flancs (bois du Plessac),,.
Le point culminant est à une altitude de 192 m, situé à l'ouest du bourg et au nord de la Martinière. Le point le plus bas est à 67 m, situé le long de la Boëme en aval de Nanteuillet. Le bourg est à 120 m d'altitude.

### Hydrographie

#### Réseau hydrographique

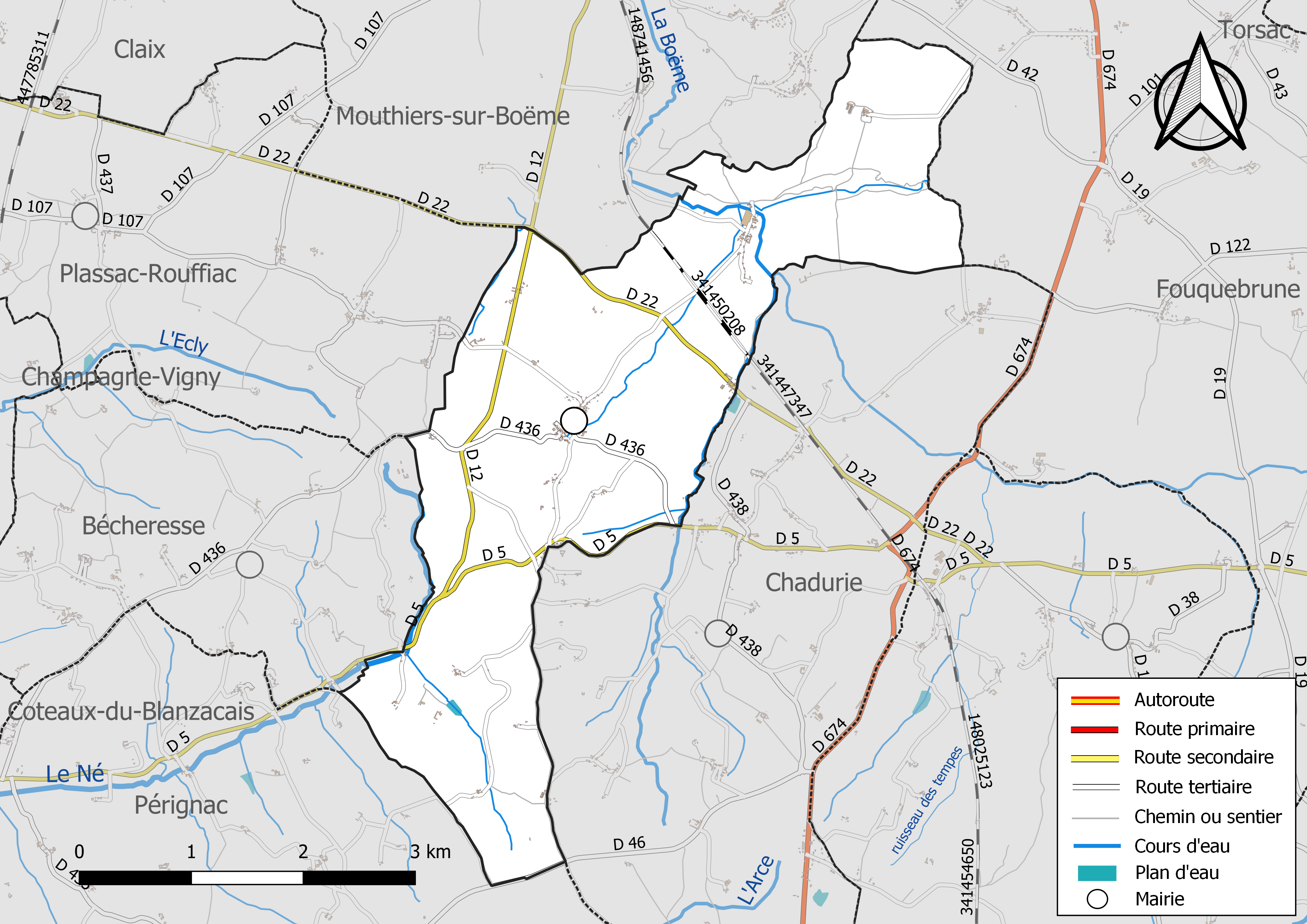
Réseaux hydrographique et routier de Voulgézac.

La commune est située dans le bassin versant de la Charente au sein du Bassin Adour-Garonne. Elle est drainée par le Né et la Boëme et par divers petits cours d'eau, qui constituent un réseau hydrographique de 12 km de longueur totale,.
Le Né, affluent de la Charente, prend sa source au sud de la commune à une altitude de 120 mètres. La fontaine du Né, la Fontaine qui bout et la fontaine du Bournat alimentent ces sources. On trouve aussi quelques petites retenues d'eau.
La Boëme, autre affluent de la Charente, prend sa source dans la commune voisine de Chadurie, fait la limite orientale de la commune, et traverse son extrémité nord à Nanteuillet. Le bourg de Voulgézac est situé le long d'un petit ruisseau intermittent se jetant dans la Boëme au niveau de Nanteuillet.

#### Gestion des eaux
Le territoire communal est couvert par le schéma d'aménagement et de gestion des eaux (SAGE) « Charente ». Ce document de planification, dont le territoire correspond au bassin de la Charente, d'une superficie de 9 300 km2, a été approuvé le 19 novembre 2019. La structure porteuse de l'élaboration et de la mise en œuvre est l'établissement public territorial de bassin Charente. Il définit sur son territoire les objectifs généraux d’utilisation, de mise en valeur et de protection quantitative et qualitative des ressources en eau superficielle et souterraine, en respect des objectifs de qualité définis dans le troisième SDAGE  du Bassin Adour-Garonne qui couvre la période 2022-2027, approuvé le 10 mars 2022.

### Climat
Comme dans les trois quarts sud et ouest du département, le climat est océanique aquitain.

## Urbanisme

### Typologie
Au 1er janvier 2024, Voulgézac est catégorisée commune rurale à habitat très dispersé, selon la nouvelle grille communale de densité à 7 niveaux définie par l'Insee en 2022.
Elle est située hors unité urbaine. Par ailleurs la commune fait partie de l'aire d'attraction d'Angoulême, dont elle est une commune de la couronne,. Cette aire, qui regroupe 94 communes, est catégorisée dans les aires de 50 000 à moins de 200 000 habitants,.

### Occupation des sols
L'occupation des sols de la commune, telle qu'elle ressort de la base de données européenne d’occupation biophysique des sols Corine Land Cover (CLC), est marquée par l'importance des territoires agricoles (70,7 % en 2018), une proportion sensiblement équivalente à celle de 1990 (70,9 %). La répartition détaillée en 2018 est la suivante : 
terres arables (48,5 %), forêts (29,3 %), zones agricoles hétérogènes (22 %), prairies (0,1 %). L'évolution de l’occupation des sols de la commune et de ses infrastructures peut être observée sur les différentes représentations cartographiques du territoire : la carte de Cassini (XVIIIe siècle), la carte d'état-major (1820-1866) et les cartes ou photos aériennes de l'IGN pour la période actuelle (1950 à aujourd'hui).

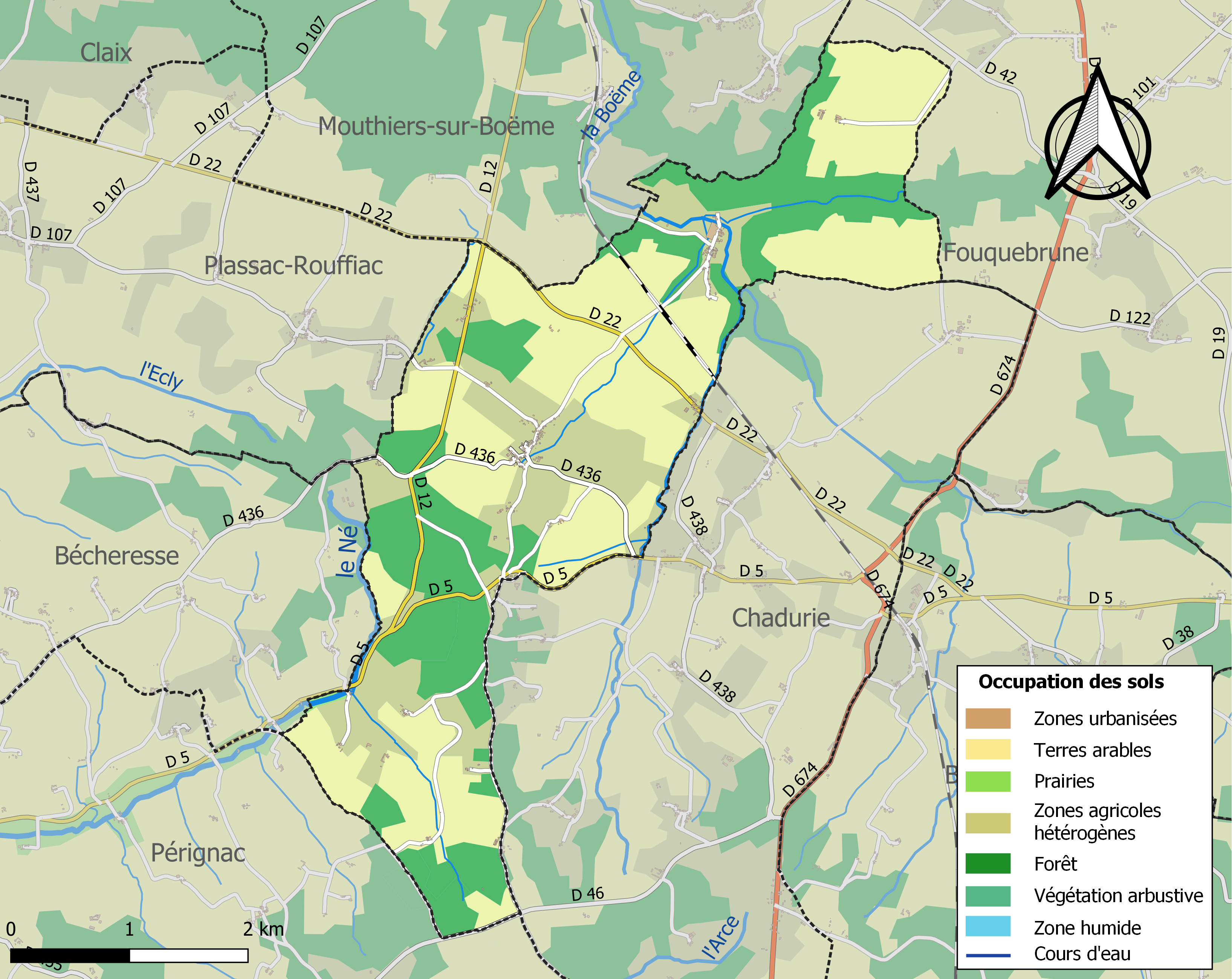
Carte des infrastructures et de l'occupation des sols de la commune en 2018 (CLC).

### Risques majeurs
Le territoire de la commune de Voulgézac est vulnérable à différents aléas naturels : météorologiques (tempête, orage, neige, grand froid, canicule ou sécheresse), feux de forêts et séisme (sismicité faible). Un site publié par le BRGM permet d'évaluer simplement et rapidement les risques d'un bien localisé soit par son adresse soit par le numéro de sa parcelle.
Voulgézac est exposée au risque de feu de forêt du fait de la présence sur son territoire du bois de Pérignac – Puypéroux. Un plan départemental de protection des forêts contre les incendies (PDPFCI) a été élaboré pour la période 2017-2026, faisant suite à un plan 2007-2016. Les mesures individuelles de prévention contre les incendies sont précisées par divers arrêtés préfectoraux et s’appliquent dans les zones exposées aux incendies de forêt et à moins de 200 mètres de celles-ci. L’arrêté du 3 mai 2016 règlemente l'emploi du feu en interdisant notamment d’apporter du feu, de fumer et de jeter des mégots de cigarette dans les espaces sensibles et sur les voies qui les traversent sous peine de sanctions. L'arrêté du 27 décembre 2019 rend le débroussaillement obligatoire, incombant au propriétaire ou ayant droit,,,.

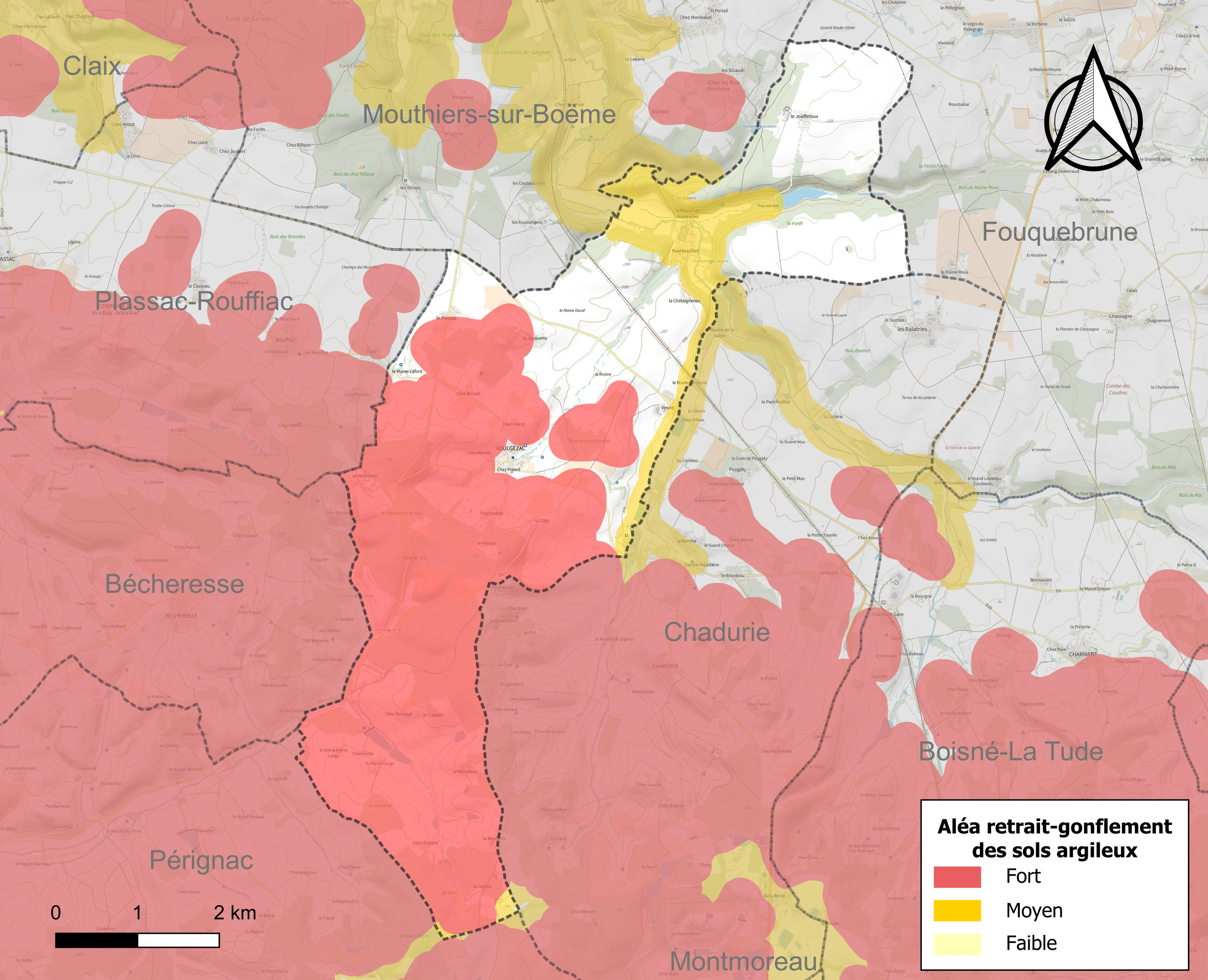
Carte des zones d'aléa retrait-gonflement des sols argileux de Voulgézac.

Le retrait-gonflement des sols argileux est susceptible d'engendrer des dommages importants aux bâtiments en cas d’alternance de périodes de sécheresse et de pluie. 63,9 % de la superficie communale est en aléa moyen ou fort (67,4 % au niveau départemental et 48,5 % au niveau national). Sur les 141 bâtiments dénombrés sur la commune en 2019, 100 sont en aléa moyen ou fort, soit 71 %, à comparer aux 81 % au niveau départemental et 54 % au niveau national. Une cartographie de l'exposition du territoire national au retrait gonflement des sols argileux est disponible sur le site du BRGM,.
Par ailleurs, afin de mieux appréhender le risque d’affaissement de terrain, l'inventaire national des cavités souterraines permet de localiser celles situées sur la commune.
La commune a été reconnue en état de catastrophe naturelle au titre des dommages causés par les inondations et coulées de boue survenues en 1982, 1983, 1988, 1999 et 2021. Concernant les mouvements de terrains, la commune a été reconnue en état de catastrophe naturelle au titre des dommages causés par la sécheresse en 2003 et par des mouvements de terrain en 1999.

## Toponymie
Les formes anciennes sont Vogaziacum en 1121, Voilhazaco, Voiazac, Voiazac, Vogesiaco en 1273, Vogezaco vers 1300, Vosazaco.
L'origine du nom de Voulgézac remonterait à un nom de personne gallo-romain Vocatius, gentilé dérivé du nom des Vocates, peuple établi dans le Bazadais, auquel est apposé le suffixe -acum, ce qui correspondrait à Vocatiacum, « domaine de Vocatius »,.
La commune a été créée Voulgezac (sans accent) en 1793, nom confirmé en 1801. Voulgezac est aussi écrit sans accent sur les cartes de Cassini (1750) et d'état-major (1850).

## Histoire

### Antiquité
De nombreux vestiges attestent l'ancienneté de l'occupation.
Le site des Vachons date du Paléolithique supérieur. On y a retrouvé des burins de Noailles et des pièces du Raysse, armes/outils datant de plus de 25 000 ans.
Le chemin Boisné, ancienne voie romaine entre Saintes et Périgueux, traverse la commune d'est en ouest. Deux sites à tegulae ont été trouvés à proximité : aux Huttes, hauteur entre Vesne et le bourg de Voulgézac, et au Maine Large. D'après l'abbé Michon, le premier serait un site de voie, peut-être Sarrum,.

### Ancien Régime
Dans le sud de la commune, le logis du Maine Large a appartenu aux familles de Ripes, de La Martonie, de Montbron, et en 1699, Desmazeaud (dont un membre, Jochim, fut juge sénéchal de la baronnie de Banzac), puis de Boisjoslin vers 1900. Au XIXe siècle, le poète Alfred de Vigny fut l'un des hôtes les plus fidèles du Maine Large.

### Époque moderne
À la Révolution, la commune de Vougézac a été créée à partir des anciennes paroisses de Voulgézac et de Nanteuillet, et la cloche de cette dernière a été récupérée et refondue pour accompagner la cloche datant de 1578 de l'église de Voulgézac.
Au début du XXe siècle, l'industrie était représentée par quelques moulins peu importants et une tuilerie située à la Meulière.
À la suite de la crise du phylloxéra, de nombreux vignobles avaient disparu et des terres étaient laissées en friche. Au tout début des années 1900, des agriculteurs venus de Vendée les ont remises en valeur.
Pendant la première moitié du XXe siècle, la commune était desservie par une halte sur la ligne ferroviaire d'intérêt local à voie métrique des Chemins de fer économiques des Charentes allant de Blanzac à Villebois-Lavalette.

## Administration
| Période                                  | Période  | Identité       | Étiquette | Qualité            |
| ---------------------------------------- | -------- | -------------- | --------- | ------------------ |
| Les données manquantes sont à compléter. |          |                |           |                    |
| 1995                                     | 2008     | René Mallet    |           |                    |
| 2008                                     | En cours | Thierry Moteau | SE        | Animateur d'équipe |

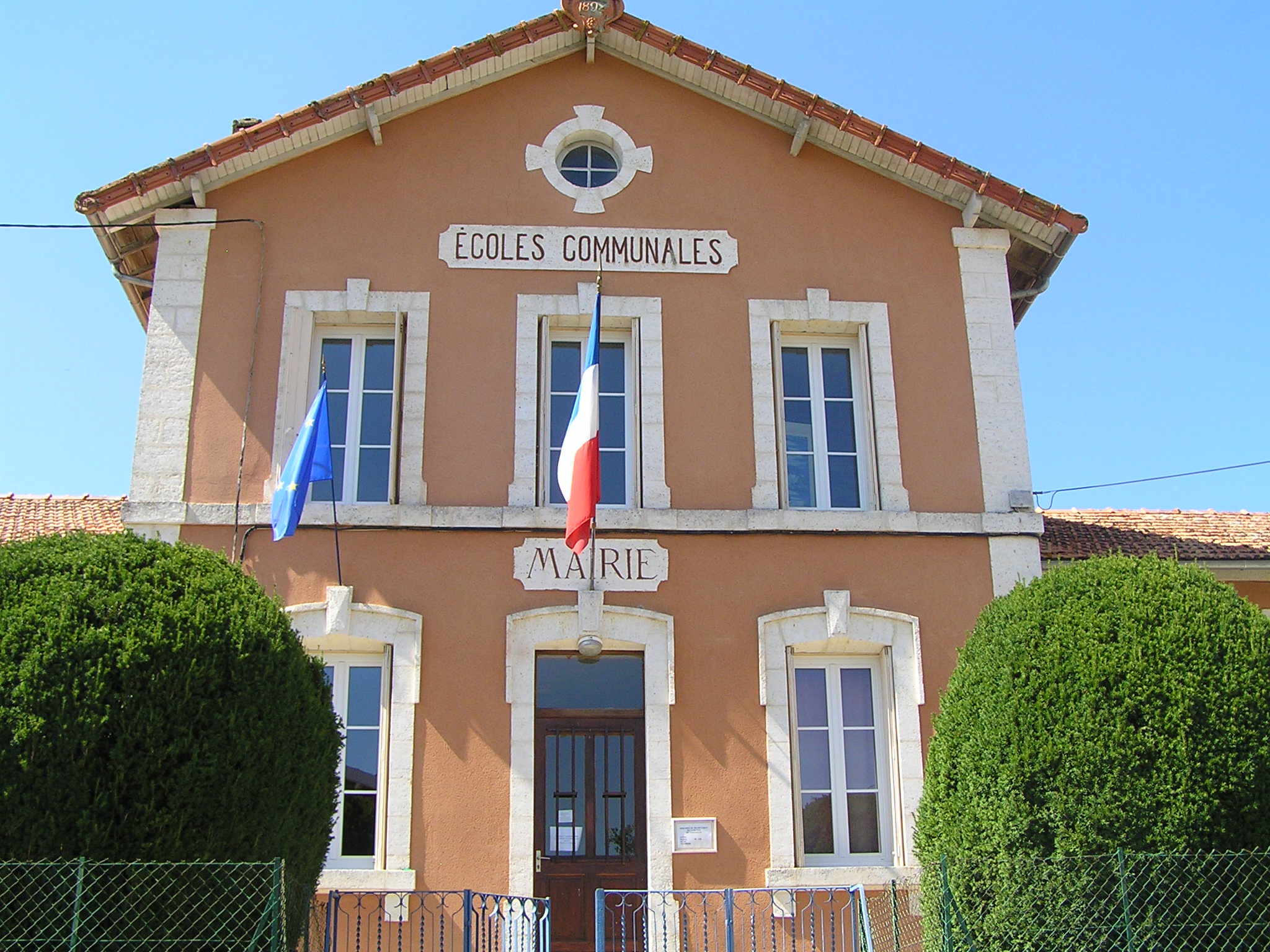
La mairie.

Voulgézac intègre en 2013 la communauté de communes de Charente-Boëme-Charraud, puis en 2017 le Grand Angoulême.

## Démographie

### Évolution démographique
L'évolution du nombre d'habitants est connue à travers les recensements de la population effectués dans la commune depuis 1793. Pour les communes de moins de 10 000 habitants, une enquête de recensement portant sur toute la population est réalisée tous les cinq ans, les populations de référence des années intermédiaires étant quant à elles estimées par interpolation ou extrapolation. Pour la commune, le premier recensement exhaustif entrant dans le cadre du nouveau dispositif a été réalisé en 2007.

En 2022, la commune comptait 242 habitants, en évolution de −3,59 % par rapport à 2016 (Charente : −0,48 %, France hors Mayotte : +2,11 %).
| 1793 | 1800 | 1806 | 1821 | 1831 | 1841 | 1846 | 1851 | 1856 |
| ---- | ---- | ---- | ---- | ---- | ---- | ---- | ---- | ---- |
| 382  | 553  | 485  | 544  | 521  | 584  | 609  | 573  | 543  |

| 1861 | 1866 | 1872 | 1876 | 1881 | 1886 | 1891 | 1896 | 1901 |
| ---- | ---- | ---- | ---- | ---- | ---- | ---- | ---- | ---- |
| 486  | 528  | 519  | 506  | 453  | 418  | 403  | 406  | 404  |

| 1906 | 1911 | 1921 | 1926 | 1931 | 1936 | 1946 | 1954 | 1962 |
| ---- | ---- | ---- | ---- | ---- | ---- | ---- | ---- | ---- |
| 408  | 388  | 333  | 318  | 315  | 329  | 264  | 278  | 257  |

| 1968 | 1975 | 1982 | 1990 | 1999 | 2006 | 2007 | 2012 | 2017 |
| ---- | ---- | ---- | ---- | ---- | ---- | ---- | ---- | ---- |
| 265  | 265  | 231  | 289  | 311  | 278  | 273  | 263  | 248  |

| 2022 | - | - | - | - | - | - | - | - |
| ---- | - | - | - | - | - | - | - | - |
| 242  | - | - | - | - | - | - | - | - |

### Pyramide des âges
La population de la commune est relativement âgée.
En 2018, le taux de personnes d'un âge inférieur à 30 ans s'élève à 26,5 %, soit en dessous de la moyenne départementale (30,2 %). À l'inverse, le taux de personnes d'âge supérieur à 60 ans est de 32,5 % la même année, alors qu'il est de 32,3 % au niveau départemental.
En 2018, la commune comptait 125 hommes pour 120 femmes, soit un taux de 51,02 % d'hommes, largement supérieur au taux départemental (48,41 %).
Les pyramides des âges de la commune et du département s'établissent comme suit.
| Hommes | Classe d’âge | Femmes |
| ------ | ------------ | ------ |
| 0,0    | 90 ou +      | 0,8    |
| 13,6   | 75-89 ans    | 14,3   |
| 12,9   | 60-74 ans    | 23,5   |
| 30,1   | 45-59 ans    | 23,1   |
| 12,5   | 30-44 ans    | 16,3   |
| 17,1   | 15-29 ans    | 9,1    |
| 13,8   | 0-14 ans     | 12,7   |

| Hommes | Classe d’âge | Femmes |
| ------ | ------------ | ------ |
| 1      | 90 ou +      | 2,7    |
| 9,2    | 75-89 ans    | 12     |
| 20,6   | 60-74 ans    | 21,3   |
| 20,7   | 45-59 ans    | 20,3   |
| 16,8   | 30-44 ans    | 16     |
| 15,6   | 15-29 ans    | 13,4   |
| 16,1   | 0-14 ans     | 14,3   |

## Économie

### Agriculture
La viticulture occupe une petite partie de l'activité agricole. La commune est classée dans les Fins Bois, dans la zone d'appellation d'origine contrôlée du cognac.

## Équipements, services et vie locale

### Enseignement
L'école est un RPI entre Plassac-Rouffiac et Voulgézac, qui accueillent chacune une école élémentaire. L'école communale est située à la mairie, au bourg, et comprend une classe unique. Le secteur du collège est Blanzac.

## Lieux et monuments

### Patrimoine religieux
L'église Notre-Dame de Voulgézac, fortifiée du XIIe siècle, est classée monument historique depuis 1903.

### Patrimoine civil
Les gisements préhistoriques des Vachons, du Paléolithique supérieur, lieu qui a donné son nom au « burin des Vachons ». C'est une propriété privée. Ces gisements ont été classés monument historique en 1927.
Juste au confluent de cette vallée et de la Boëme, le moulin de Nanteuillet et son jardin ont été inscrits  monument historique le 9 novembre 2010.

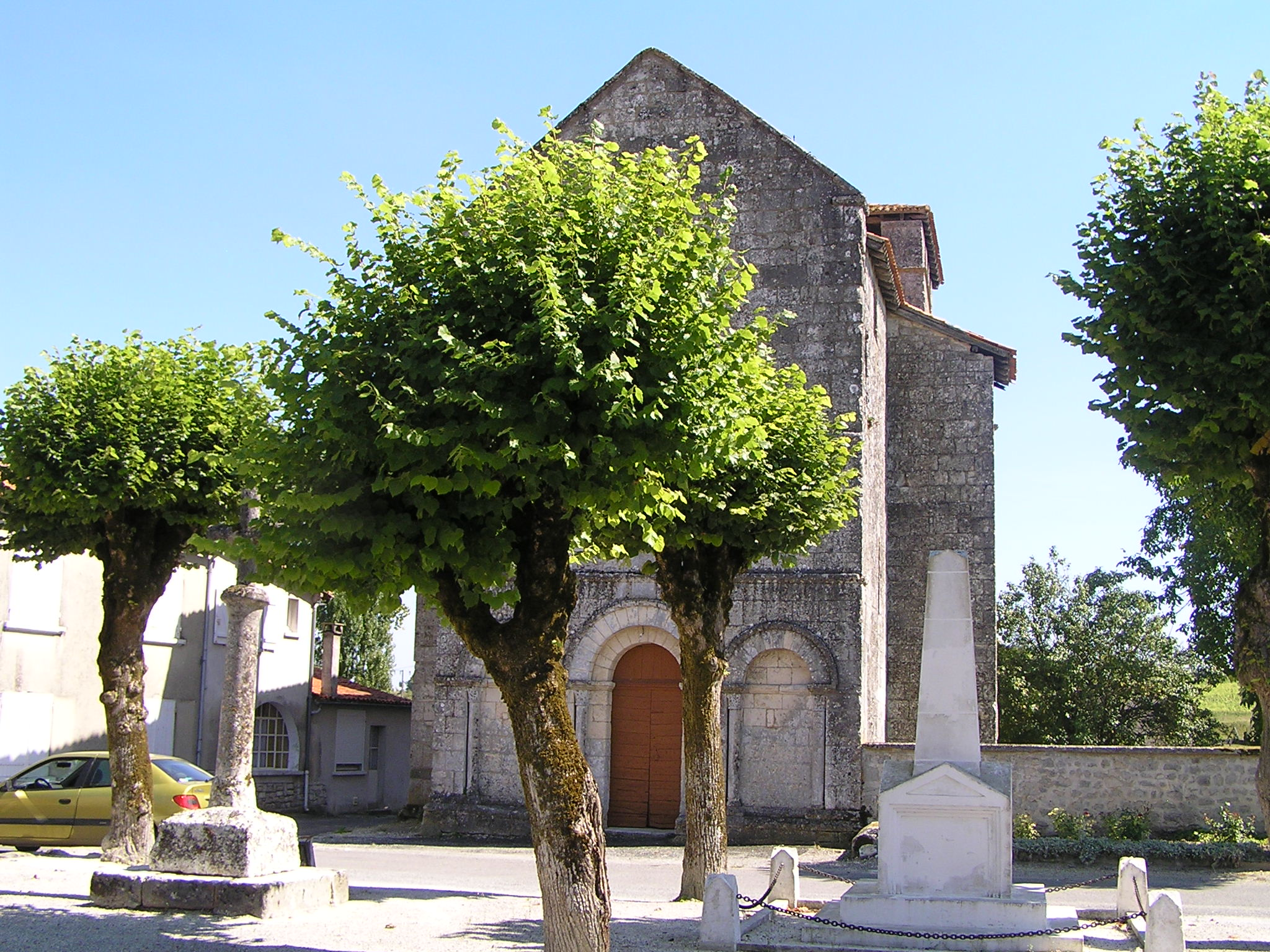
La façade de l'église.
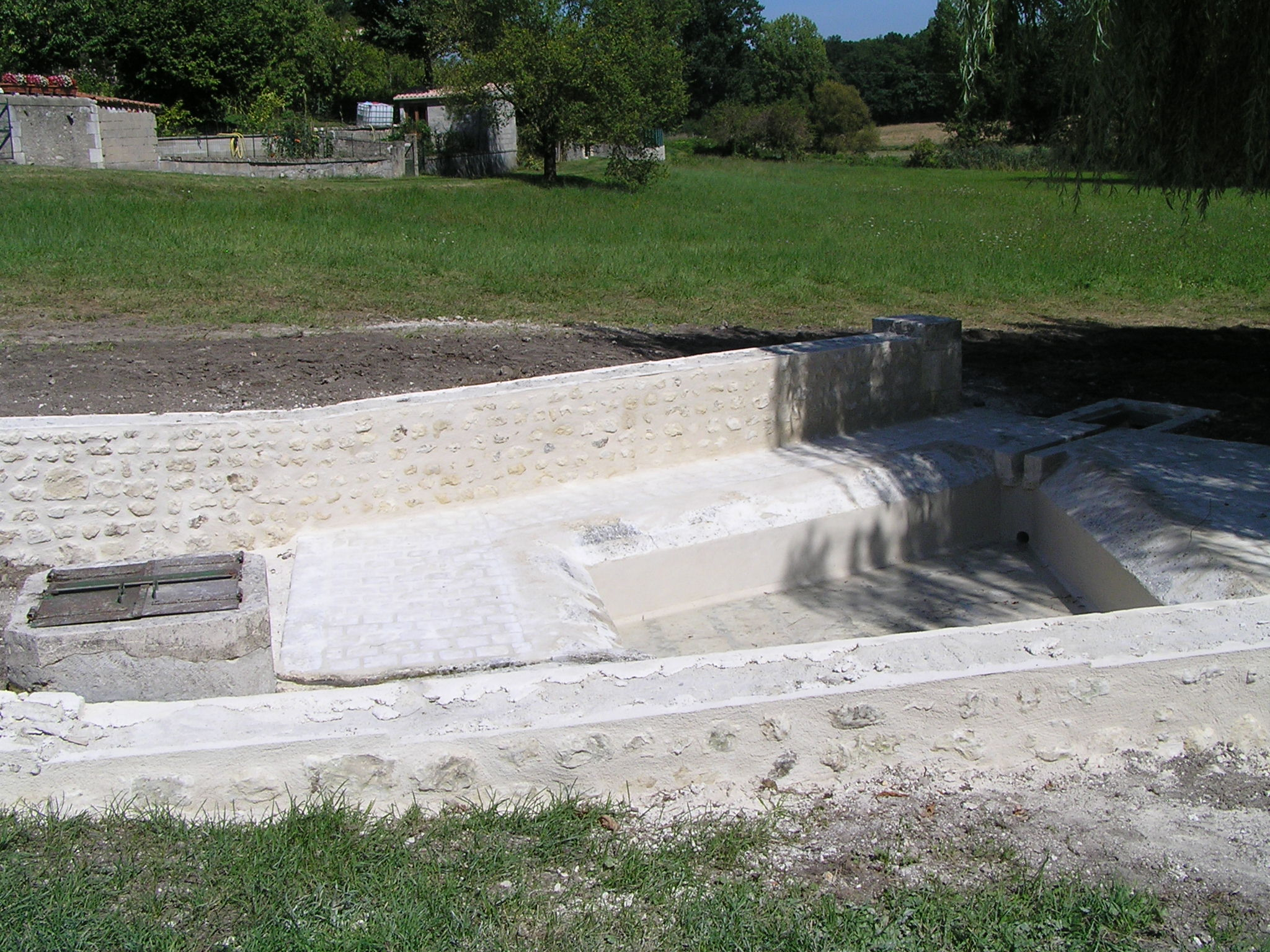
Lavoir.
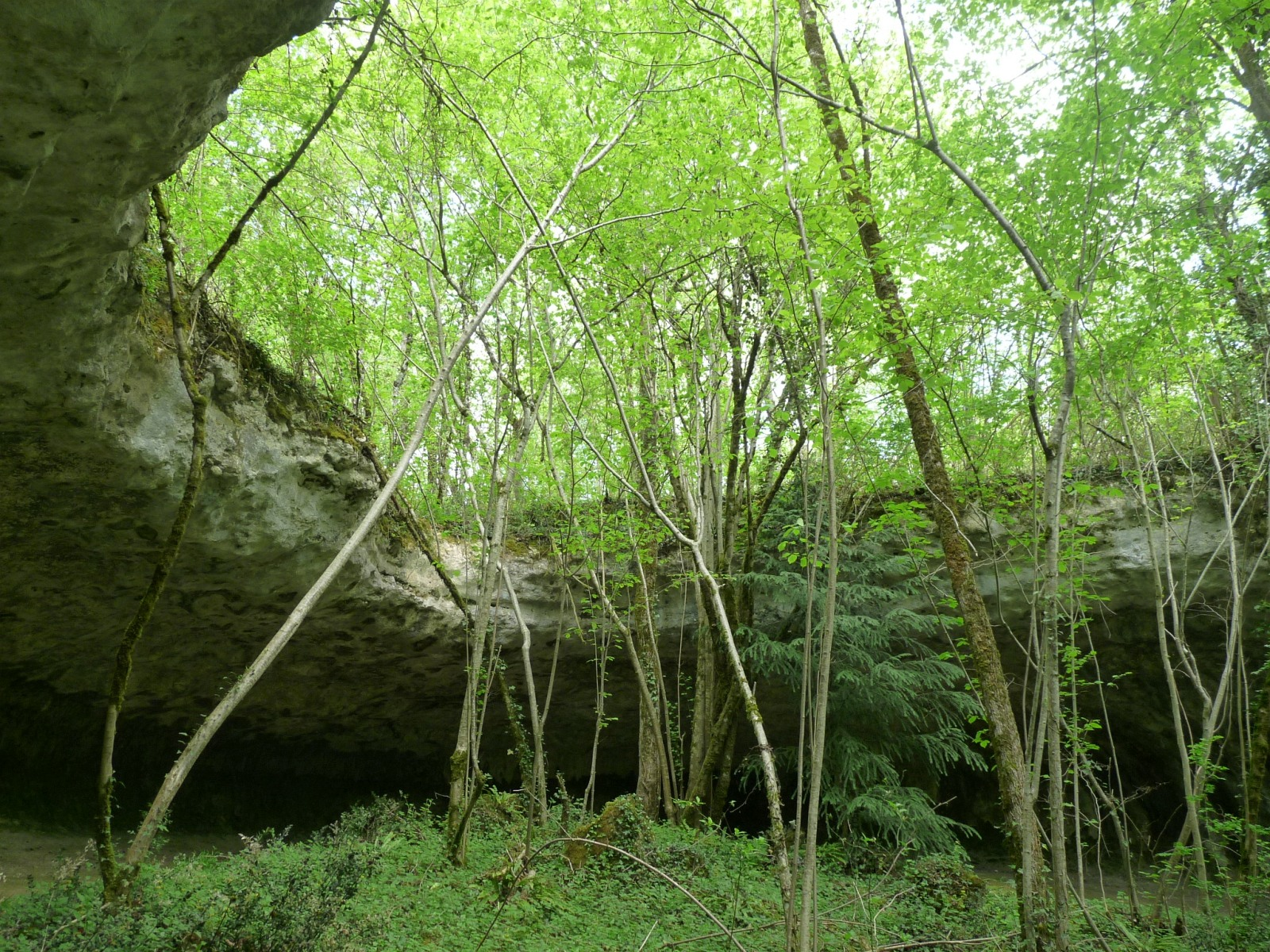
La vallée des Vachon.

## Personnalités liées à la commune
- François Maignen (1754-1797), député de la Vendée.